# Ludolf von Wedel
Ludolf von Wedel († um 1321) war Truchseß des Markgrafen Otto IV.
Erwähnt wird Ludolf von Wedel 1302 als märkischer Vogt im Lande über der Oder. Zwischen 1305 und 1308 diente er als Truchseß dem Markgrafen Otto IV. Im Zeitraum zwischen frühestens 1305 und 1307 war er mit den im Osten Hinterpommerns gelegenen Städten Schlawe und Pollnow belehnt.
Außerdem befand er sich, wohl bereits seit dem Erwerb des Areals durch die Markgrafen im Jahre 1296, im Besitz der umfangreichen späteren terrae Falkenburg, Tütz und Böthin. Mehrere seiner sieben Söhne traten dort als Städtegründer hervor: Heinrich und Johann 1313 in Märkisch-Friedland, und Ludeke und Hasso (I) von Wedel-Falkenburg 1333 in Falkenburg. Hasso allerdings hatte sich bereits 1322 nach Falkenburg genannt, und Helga Cramer vermutet, Ludolf selbst könne Stadt und Burg Falkenburg schon vor 1313 angelegt haben. Hasso von Wedel-Falkenburg und Johann von Wedel waren seine Enkel.